# Ryan Cooper
Ryan Cooper (* 3. April 1986 in Port Moresby, Papua-Neuguinea) ist ein australischer Schauspieler und Model.

## Leben
Ryan Cooper wurde 1986 in Port Moresby, der Hauptstadt Papua-Neuguineas, geboren, dort arbeitete sein Vater, ein gebürtiger Australier, als Missionar. Nach dem Besuch der Highschool in Auckland war Cooper professioneller Taekwondo-Kämpfer und gewann zwei Turniere. Er arbeitete sechs Jahre lang als Tischler und ging 2008 nach New York, worauf er einen Auftrag für eine Jeans-Kampagne von DKNY bekam.
2015 war Cooper in der Nebenrolle des Jake Bolin in der kurzlebigen MTV-Fernsehserie Eye Candy zu sehen. Im Film Girls’ Night Out spielte er 2017 einen Stripper, der bei einer seiner Shows zu Tode kam.

## Filmografie (Auswahl)
- 2015: Eye Candy (Fernsehserie, 7 Folgen)
- 2017: Girls’ Night Out (Rough Night)
- 2017: Day 5 (Fernsehserie, 8 Folgen)
- 2017: Confess (Fernsehserie, 7 Folgen)
- 2020: Christmas on ice – Liebe lässt die Herzen schmelzen
- 2020: And Just Like That (Fernsehserie, 1 Folge)
- 2022: Bull (Fernsehserie, 1 Folge)